# Tang Chun-i
Tang Chun-I ou Tang Junyi (em chinês:  唐君毅, 17 de janeiro de 1909 – 2 de fevereiro de 1978) foi um filósofo chinês, um dos principais expoentes do novo confucionismo. Ele foi influenciado por Platão e Hegel, bem como pelo pensamento confucianista anterior.

## Biografia
Tang, filho de um acadêmico abastado, foi o primeiro filho de seis filhos em Sichuan, China. Tang foi aluno de Liang Shuming por um breve período antes de se transferir para a Universidade Nacional Central. Em 1927, Tang tornou-se seguidor de Xiong Shili após assistir a uma série de palestras. Ele se formou na Universidade Nacional Central em 1933, logo depois de se tornar preletor ali. Em 1940, Tang conheceu seu colega e amigo de longa data, Mou Zongsan. Em 1943 ele se casou com Tse Ting Kwong, uma graduada de psicologia educacional. Em 1944, ingressou no Departamento de Filosofia da Universidade Nacional Central como professor em tempo integral e, posteriormente, chegou a se tornar chefe do departamento. Apenas cinco anos depois, em 1949, Tang deixou a China Continental para viver em Hong Kong, como parte de um êxodo de intelectuais chineses para a colônia britânica.
Tang exilou-se em Hong Kong em 1949, após a declaração da República Popular da China, onde viveu o resto da sua vida. Lá ele ajudou a fundar o New Asia College, que foi integrado à Universidade Chinesa de Hong Kong em 1963. Foi prestou serviços como presidente fundador e primeiro professor titular do Departamento de Filosofia da CUHK. O tempo de Tang em Hong Kong foi marcado por sua missão de resgatar a cultura tradicional chinesa em uma época em que a China era governada por um governo antitradicionalista. O New Asia College, estabelecido por Tang, simbolizava a ele seu ambicioso plano para salvar a cultura chinesa. Tang era particularmente obcecado pelo fato de que o New Asia College foi estabelecido exatamente 2.500 anos após o nascimento de Confúcio, muitas vezes alegando que o momento não era meramente coincidente, mas significativo, pois marcava uma nova era na história chinesa. Na década de 1970, ele se tornou um dos membros do conselho escolar da New Asia Middle School.
Seu trabalho teve grande influência em Hong Kong, Taiwan e nos Estados Unidos. Em 2009, uma estátua de bronze de 2m foi erguida no campus do New Asia College para comemorar seu centenário.

## Filosofia
Tang está mais associado ao novo confucionismo e ao neoconfucionismo. Em seu estudo de "Aprendizado do Novo Ru (confucianismo) Contemporâneo", Fang Keli identificou Tang como parte da segunda geração de novos confucionistas, junto com Mou Zongsan e Xu Fuguan. Em 1958, Tang, Mou, Xu e Zhang Zhunmai foram coautores de Um Manifesto sobre a Cultura Chinesa Respeitosamente Anunciado ao Povo do Mundo. O manifesto foi um esforço para reviver o confucionismo, provavelmente dirigido ao povo chinês que era a favor da adoção dos valores ocidentais.
Tang acreditava que a mensagem do confucionismo era a afirmação da vida humana tal como ela existe. Ele contrasta o confucionismo com o cristianismo e o budismo, religiões que promovem a transcendência humana sobre o mundo físico ou a aceitação do mundo físico como uma ilusão, respeitosamente.
Embora Tang defendesse uma nova adoção do confucionismo, ele nunca promoveu ordens políticas específicas associadas ao confucionismo, nem propôs qualquer nova ordem política baseada em suas filosofias. Em vez disso, Tang examinou as alternativas políticas existentes através de uma lente confucionista. A democracia liberal foi a ordem política mais consistente com o confucionismo porque ambos se baseiam na ideia de que todos os humanos são dotados de igual humanidade.
O trabalho de Tang lida principalmente com três questões: filosofia tradicional chinesa, ética e metafísica (as duas estão fundamentalmente interligadas em sua obra) e cultura chinesa.

### Cultura
Tang dedicou grande parte de sua carreira a explorar como modernizar a China sem comprometer seus valores tradicionais que definem. Tang viu a conexão do indivíduo com valores tradicionais como uma forma de manter uma vida autêntica que, de outra forma, seria ameaçada pelo vazio da modernidade.[carece de fontes?]

### Filosofia chinesa
Com relação à questão da relação do indivíduo com o universo, Tang conclui que, independentemente da abordagem que se adote, o indivíduo e o universo são duas expressões diferentes de uma harmonia final. Em outras palavras, as distinções entre ambos são sempre complementares na criação do todo harmonioso da existência. Ele argumenta que a falta de uma distinção dualista como verdade é um traço definidor da filosofia chinesa.[carece de fontes?]
Tang estava entre os mais proeminentes defensores do neoconfucionismo no século XX (não deve ser confundido com o novo confucionismo, do qual Tang também fazia parte). Uma grande diferença entre Tang e os neoconfucionistas originais é que Tang enquadrou seu trabalho em contrastes com a filosofia ocidental. Por exemplo, o conceito de coração-mente de Tang, uma entidade única responsável pela cognição, emoção e vontade, é uma ideia originalmente neoconfucionista. Tang argumentou que a mente-coração é a chave para todo o entendimento humano em seu livro de 1977, Vida, Existência e os Horizontes da Mente-Coração.[carece de fontes?]

### Ética e metafísica
Em seu livro Vida, Existência e os Horizontes da Mente-Coração, Tang argumenta que a alienação experimentada pelas pessoas nas sociedades modernas está fortemente conectada a uma ênfase nas abstrações sobre as realidades concretas da vida cotidiana.
Tang conclui que o mundo metafísico tem qualidades morais porque as virtudes ajudam as pessoas a se alinharem harmoniosamente com o universo. Em sua abordagem da ética, Tang distingue o self real e o ético. O self ético é informado pela razão de maneira a transcender o self real. Enquanto o self real é limitado espacial e temporalmente, o self ético racional é uma entidade permanente de acordo com a verdade. É por isso que Tang identifica o self ético, não o self real, como sendo o self genuíno.
Tang tentou sistematizar o idealismo moral nesse seu último livro de 1977. Ele argumenta que a mente-coração humana, a fonte de cognição, emoção e vontade, é a chave para a compreensão do mundo e que, ao integrar a razão e a emoção, a mente-coração pode responder corretamente em uma determinada situação.
O outro ponto principal deste livro são os Nove Horizontes, as esferas da existência com as quais a atividade humana se envolve. Os três primeiros horizontes são o mundo objetivo percebido pela mente-coração. O primeiro horizonte separa indivíduos. O segundo horizonte separa categorias. O terceiro horizonte identifica sequências, como causa e efeito ou meios e fins. Os três horizontes do meio concernem à autorreflexão. O quarto horizonte é a compreensão da percepção mútua entre os indivíduos. O quinto horizonte é a compreensão de símbolos e significado, incluindo, mas não se limitando a matemática e linguagem. O sexto horizonte é a compreensão da conduta moral, que concretiza os ideais que defendemos. Os três últimos horizontes unem o subjetivo e o objetivo em um esforço de se criar valor em nossas vidas (o que Tang chama de horizontes trans-subjetivos-objetivos). O sétimo horizonte é a realização de um Deus monoteísta. O oitavo horizonte é a realização da vacuidade do eu e do dharma. O nono horizonte é o fluir da Virtude Celestial. Tang intencionalmente incorporou as ideias abraâmicas, budistas e confucionistas de virtude nesses três últimos horizontes.

No livro Aiqing zhi Fuyin (爱情之福音, Evangelho do amor), escrito em 1940 e publicado pela primeira vez em 1945, propôs uma metafísica do amor. Não tendo intenção de interferir sua vida pessoal com a obra, escrita antes de se casar e com um estilo diferente daquele que sua personalidade de professor revelava, no prefácio ele se declarou como tradutor que encontrara o livro em inglês, e atribuiu sua autoria a um alegado filósofo polonês com o pseudônimo "Kielosky". A narrativa conta sobre um sábio zoroastriano na Índia que é buscado para explicar sobre qual a relação espiritual e cósmica do amor sexual. Tang desejava, conforme indicam cartas e mais tarde relatos de sua esposa viúva, instruir os jovens chineses sobre o significado do amor e casamento, que via como sendo superficial à época. Além do mais, o amor sexual era um tema que ainda não tinha encontrado abordado em nenhuma filosofia: no confucionismo, a importância do amor era vista na teoria do ren, que enfatizava a união dos princípios de Natureza e Humanidade e, nisso, o amor como uma substância perpétua no universo, ao mesmo tempo que é atividade consciente fundante da empatia e dos valores humanos; enquanto que na filosofia ocidental, era visto como desejo à verdade, beleza, bem e Deus. No entanto, parece ter combinado ambas perspectivas, e, inspirado em O Banquete de Platão, tentou conectar a expressão simbólica do impulso sexual com a característica humana de busca de transcendência e superação dos próprios limites em direção ao Um:
"Quando esses quatro tipos de amor se tornam [chegam ao ponto] onde o infinito se desdobra, eles se tornam o amor mais elevado do homem. Isso ocorre porque todos eles são uma busca por uma transcendência do self e uma projeção além do self. Quando o ser humano se tornar onde o infinito se desdobra, ele se esquecerá de si mesmo e, por sua vez, sacrificará seu self para completar o desdobramento do amor. E assim o humano poderá retornar ao Primordial: a substância da vida, a realidade espiritual, senhor do mundo e do eu cósmico. E assim o ser humano obtém a mais verdadeira satisfação interior―ele se torna a alma cósmica e mestre do mundo, e experimenta a alegria e o êxtase de criar o mundo."
"Existe apenas um tipo de amor no universo, e todos os tipos de amor são apenas transformações desse único tipo de amor. Existe apenas um tipo de amor, pois existe apenas uma verdadeira substância espiritual da vida. Todos os reflexos lançados na mente humana são apenas para capacitar o homem a entrar em contato com esta verdadeira substância espiritual da vida; e todos os amores são apenas esta verdadeira substância espiritual da vida. O amor sexual definitivamente não é fundamentalmente diferente de outros tipos do assim chamado amor puro, espiritual. Ele difere de outros tipos de amor apenas em termos de forma, enquanto em termos de natureza fundamental eles estão todos intimamente relacionados. Portanto, o amor sexual é composto de todos os tipos do chamado amor espiritual puro, e o amor espiritual puro é frequentemente transformado do amor de homem-mulher."
"Não adianta tentar torná-lo ciente [do significado espiritual do amor] falando sobre ele; você precisa experimentar por si mesmo o mesmo esforço amargo que os outros experimentaram antes de você. Mas estamos vivendo em uma nova era agora; nossas classes educadas esvaziaram o conteúdo da vida na mesa de dissecação da pesquisa acadêmica, mutilando o mistério da atividade humana e bloqueando o caminho da humanidade para uma compreensão da filosofia espiritual. Procurando explicar as órbitas superiores do movimento humano em termos das inferiores, passamos a duvidar totalmente da existência das esferas superiores. O que precisamos fazer é o oposto, ou seja, explicar as esferas inferiores em termos das superiores. O amor humano é tipicamente considerado um negócio baixo, então a primeira coisa que precisamos fazer se quisermos entendê-lo é elevá-lo a um nível onde possa ser visto como um estímulo ao aprimoramento moral e espiritual e, finalmente, para fornecer acesso à verdade metafísica."
Assim, em cartas de amor quando tinha 30 anos, revela sua aspirações:
"Eu acredito que na China moderna ainda não houve nenhum outro estudioso de filosofia como eu―que não só ganhou com a experiência de vida um claro conhecimento do valor da dignidade humana, do espírito e do amor, mas que também adquiriu uma compreensão completa das teorias dos filósofos chineses, ocidentais e indianos da antiguidade aos tempos modernos, e é capaz de apresentar essas teorias por meio de um sistema filosófico totalmente novo. Portanto, sinto que minha responsabilidade é realmente séria. Espero que meus trabalhos filosóficos acrescentem à força e coragem necessárias para reformar o mundo de sua crueldade, indiferença e desgraça, de modo que a dor e o sofrimento da época presente possam ser retirados, ainda que ligeiramente, da raça humana. ... Estou determinado, também, a espalhar para o mundo um evangelho de amor."

## Biografia
- Fröhlich, Thomas (2017). Tang Junyi: Confucian Philosophy and the Challenge of Modernity. Leiden; Boston: Brill. ISBN 978-90-04-33013-9 Brill Open Access e-book.

- Simionato, Alice (2019). «The Manifesto of 1958: A Discourse on Confucian Rationalism». Rivista di estetica. 72: 125–138. doi:10.4000/estetica.6089